# 阿富汗聖戰者
阿富汗圣战者是指在苏阿战争和随后的第一次阿富汗内战期间与阿富汗民主共和国政府和苏联作战的伊斯兰主义武裝團體。阿富汗圣战者其實是由众多武裝团体组成的聯合體。这些武裝团体在种族或意识形态方面存在差异，但都主張反共主義和支持伊斯兰教。
1979年苏联入侵阿富汗后，阿富汗普通民众和不願意投降的阿富汗军人開始組織武裝團體，目的是推翻阿富汗人民民主黨的統治以及將苏联入侵者趕出阿富汗。反抗組織中最有影响力的就是伊斯兰促进会和阿富汗伊斯兰党。反抗團體分为两个不同的联盟：规模较大、地位较高的遜尼派伊斯兰團體联盟，统称为“白沙瓦七国”，总部设在巴基斯坦；规模较小的什叶派伊斯兰團體联盟，统称为“德黑兰八国”，总部位於伊朗；还有一些独立團體自称是“圣战者”。白沙瓦七国联盟得到了美国（旋風行動）、英国、巴基斯坦、沙特阿拉伯、中国以及其他国家和個人的大力援助。
成千上万的志愿者从各个穆斯林国家来到阿富汗，加入阿富汗反抗組織。大多数志願者来自阿拉伯世界，這些人後來被稱為阿富汗阿拉伯人。这一时期奥萨马·本·拉登也加入了阿富汗反抗組織，他后来策划了九一一袭击事件。
阿富汗圣战者游击队与苏联军队持續作戰，苏联军队损失惨重，並于1989年撤出阿富汗，此后阿富汗聖戰者继续与共产主义阿富汗政府作战。在蘇聯支持的政府垮台后，圣战者组织于1992年占领了阿富汗首都喀布尔。然而新的圣战者政府很快就就分崩離析，混亂的場面後來演變為第二次阿富汗内战，阿富汗圣战者组织在此期間徹底崩溃，塔利班迅速崛起，並於1996年占领阿富汗大部分地区后宣佈建立阿富汗伊斯兰酋长国。2001年阿富汗戰爭爆發，塔利班被赶出喀布爾，但後來又發動2021年塔利班攻勢重新奪取阿富汗執政權並恢復了阿富汗伊斯蘭酋長國。